# Projekt RSD17
Das Projekt RSD17, auch als Euro-Cruiser bezeichnet, beschreibt einen in Russland gebauten Küstenmotorschiffstyp.

## Geschichte
Der Schiffstyp wurde von Marine Engineering Bureau in Odessa entworfen. 
Die Schiffe wurden von 2005 bis 2007 auf der Werft Krasnoye Sormovo in Nischni Nowgorod für die türkische Reederei Palmali Shipping gebaut. Alle Schiffe wurden im Sommer 2020 verkauft.

## Beschreibung
Die Schiffe werden von einem Wärtsilä-Dieselmotor (Typ: 6R32LN) mit 2450 kW Leistung angetrieben, der auf einen Verstellpropeller wirkt. Die Schiffe erreichen eine Geschwindigkeit von 11,5 kn. Sie sind mit einem Bugstrahlruder mit 300 kW Leistung ausgestattet.
Für die Stromerzeugung stehen ein Wellengenerator mit 500 kW Leistung, zwei Dieselgeneratoren mit jeweils 292 kW Leistung und ein Notgenerator mit 160 kW Leistung zur Verfügung. Der Wellengenerator kann bei Ausfall der Hauptmaschine auch als Notantrieb genutzt werden.
Die Schiffe verfügen über drei boxenförmige Laderäume: Laderaum 1 ist 27,9 m lang, die Laderäume 2 und 3 sind jeweils 28,6 m lang. Die Räume sind jeweils 12,7 m breit und 8,87 m hoch. Der Rauminhalt der Laderäume beträgt insgesamt 9370 m³. Die Laderäume sind mit jeweils fünf Stapellukendeckeln verschlossen, die mit Hilfe eines Lukenwagens bewegt werden können. Die Tankdecke kann mit 10 t/m², die Lukendeckel können mit 3,5 t/m² (Luke 1) bzw. 2,6 t/m² (Luken 2 und 3) belastet werden.
Die Abmessungen der Schiffe erlauben die Passage des Wolga-Don-Kanals. Für die Passage des Kanals ist der Tiefgang auf 3,6 m beschränkt. Die Tragfähigkeit beträgt dann rund 3530 t.
Die Schiffe können 234 TEU laden. 174 TEU finden in den Laderäumen, 60 TEU an Deck Platz.
Das Deckshaus befindet sich im Heckbereich der Schiffe. Zur Unterquerung von Brücken können die Masten der Schiffe geklappt werden. Hinter dem Deckshaus befindet sich ein Freifallrettungsboot. Die Schiffe werden von einer zwölfköpfigen Besatzung gefahren. An Bord ist Platz für insgesamt 14 Personen. Die Schiffe können rund 20 Tage auf See bleiben.
Der Rumpf der Schiffe ist eisverstärkt (russische Eisklasse „Ice2“)

## Schiffe
| Projekt RSD17    | Projekt RSD17 | Projekt RSD17 | Projekt RSD17                                          | Projekt RSD17              |
| Bauname          | Baunummer     | IMO-Nummer    | Kiellegung Stapellauf Ablieferung                      | Spätere Namen und Verbleib |
| ---------------- | ------------- | ------------- | ------------------------------------------------------ | -------------------------- |
| Mirzaga Khalilov | 03001         | 9368572       | 26. Dezember 2005 10. September 2006 11. November 2006 | 2020: Shannon River        |
| Ismayil Shikhly  | 03002         | 9368584       | 26 Dezember 2005 29. Dezember 2006 26. April 2007      | 2020: Loire River          |
| Shirvan          | 03003         | 9368596       | 26 Dezember 2005 10. Februar 2007 8. Mai 2007          | 2020: Tagus River          |
| Riad Ahmedov     | 03004         | 9368601       | 28 Dezember 2005 26. April 2007 15. Juni 2007          | 2020: Rhine River          |
| Akhmed Makhmudov | 03005         | 9368613       | 29 Dezember 2005 23. Mai 2007 10. Juli 2007            | 2020: Rhone River          |

Die Schiffe fuhren zunächst unter der Flagge Maltas, Heimathafen war Valletta. Nach ihrem Verkauf 2020 wurden sie unter die Flagge Panamas gebracht, Heimathafen wurde Panama-Stadt.